# Erin Richards

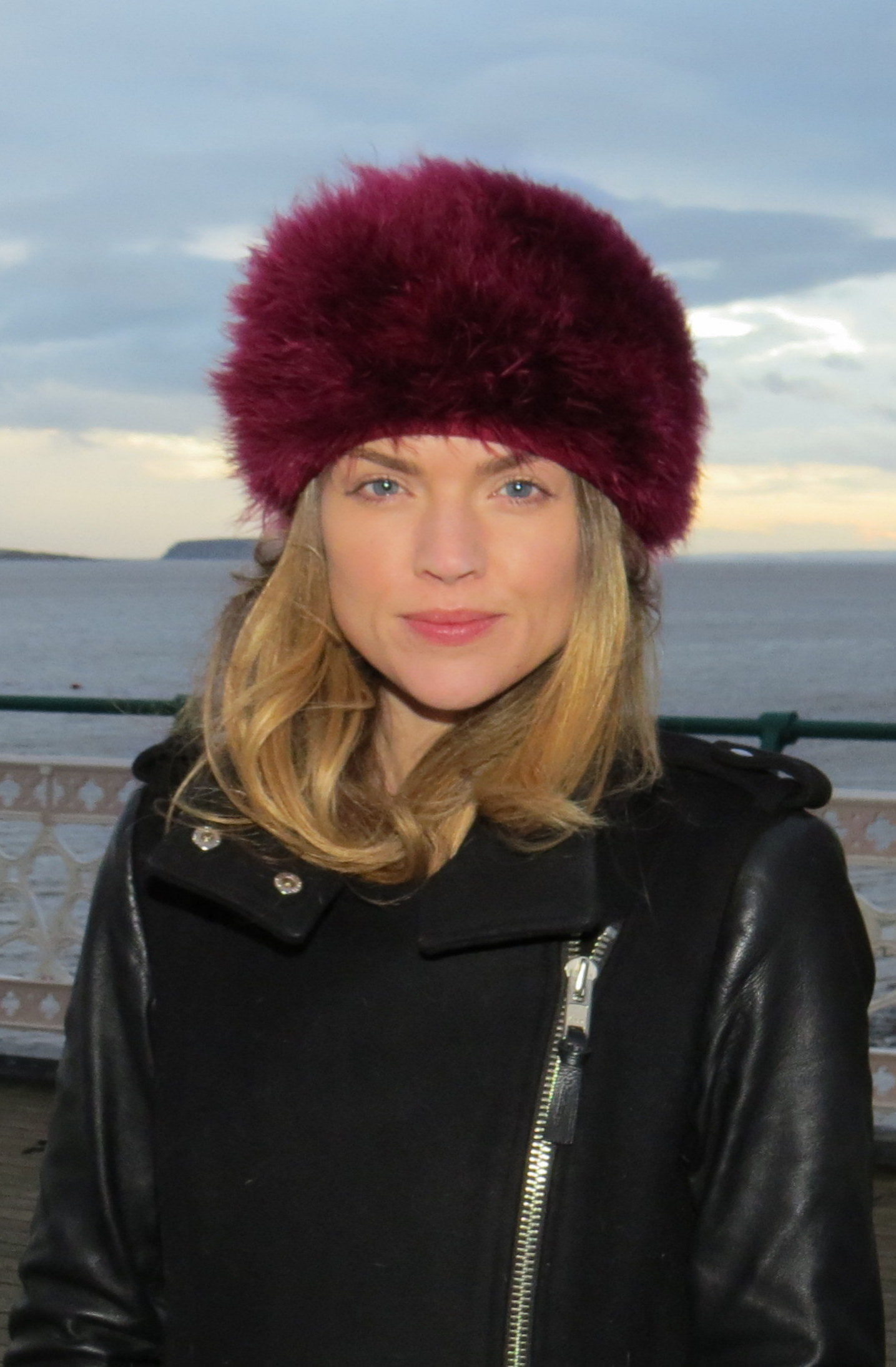
Erin Richards (2016)

Erin Richards (ur. 17 maja 1986 w Penarth) – brytyjska i walijska aktorka telewizyjna i filmowa.

## Życiorys
Kształciła się w szkole aktorskiej Royal Welsh College of Music & Drama. Do 2009 prowadziła program młodzieżowy Mosgito w języku walijskim nadawany w stacji S4C. Debiutowała jako aktorka teatralna w Taliesin Arts Centre w Swansea, zaczęła występować również w filmach krótkometrażowych.
Pierwszą większą rolę telewizyjną otrzymała w 2011, gdy wystąpiła w kilku odcinkach serialu Być człowiekiem. W 2012 dołączyła do regularnej obsady drugiego sezonu Breaking In. W 2014 zagrała jedną z głównych ról w horrorze Uśpieni. W tym samym roku wcieliła się w postać Barbary Kean, partnerki Jamesa Gordona, w serialu Gotham.

## Wybrana filmografia
- 2010: Crash jako Cheryl (serial TV)
- 2011: Być człowiekiem jako Nancy Reid (serial TV)
- 2012: Breaking In jako  Molly Hughes  (serial TV)
- 2012: Przygody Merlina jako Eira (serial TV)
- 2013: Nad grobem jako Sharon
- 2013: Przekraczając granice (serial TV)
- 2013: Wyklęci jako Sarah (serial TV)
- 2014: Gotham jako Barbara Kean (serial TV)
- 2014: Uśpieni jako Krissi Dalton
- 2017: That Good Night jako Cassie
- 2018: Nie ma drugiej takiej jako Amber
- 2019: The Return of the Yuletide Kid jako Patricia[3]